# Азербайджан на Играх исламской солидарности 2021
Азербайджан на V Играх исламской солидарности, состоявшихся 9—18 августа 2022 года в городе Конья в Турции, был представлен 281 спортсменом в разных видах спорта. Знаменосцем на церемонии открытия стали волейболистка Айшан Абдулазимова и легкоатлет Назим Бабаев.
На Играх исламской солидарности 2021 года спортсмены Азербайджана завоевали 99 медалей: 29 золотых, 36 серебряных и 34 бронзовые. В итоге сборная заняла 4-е место в неофициальном общекомандном зачёте по достоинству медалей.

## Медали
| Золото  | |                                                              |            |
| №       | Спортсмены | Вид спорта (дисциплина)                                      | Дата       |
| 1       | Анна Скидан | Лёгкая атлетика (метание молота, женщины)                    | 8 августа  |
| 2       | Гаджи Алиев | Вольная борьба (до 65 кг, мужчины)                           | 10 августа |
| 3       | Туран Байрамов | Вольная борьба (до 74 кг, мужчины)                           | 10 августа |
| 4       | Мария Стадник | Вольная борьба (до 50 кг, женщины)                           | 10 августа |
| 5       | Фарида Азизова | Тхэквондо (до 67 кг, женщины)                                | 10 августа |
| 6       | Лейла Гурбанова | Вольная борьба (до 53 кг, женщины)                           | 11 августа |
| 7       | Иван Тихонов | Спортивная гимнастика (опорный прыжок, мужчины)              | 11 августа |
| 8       | Эльдениз Азизли | Греко-римская борьба (до 55 кг, мужчины)                     | 12 августа |
| 9       | Рафик Гусейнов | Греко-римская борьба (до 82 кг, мужчины)                     | 12 августа |
| 10      | Жаля Алиева | Вольная борьба (до 57 кг, женщины)                           | 13 августа |
| 11      | Хасрат Джафаров | Греко-римская борьба (до 67 кг, мужчины)                     | 13 августа |
| 12      | Зохра Агамирова Илона Зейналова Алина Гёзалова | Художественная гимнастика (командное первенство)             | 13 августа |
| 13      | Зейнаб Гумметова Камилла Алиева Ляман Алимурадова Елизавета Лузан Дарья Сорокина Гюллю Агаларзаде | Художественная гимнастика (групповое многоборье)             | 13 августа |
| 14      | Владимир Долматов | Аэробика (индивидуальный зачёт, мужчины)                     | 14 августа |
| 15      | Владимир Долматов Медина Мустафаева | Аэробика (смешанные пары)                                    | 14 августа |
| 16      | Зохра Агамирова | Художественная гимнастика (булавы)                           | 14 августа |
| 17      | Зохра Агамирова | Художественная гимнастика (лента)                            | 14 августа |
| 18      | Зейнаб Гумметова Камилла Алиева Ляман Алимурадова Елизавета Лузан Дарья Сорокина Гюллю Агаларзаде | Художественная гимнастика (3 ленты + 2 мяча)                 | 14 августа |
| 19      | Балабей Агаев | Дзюдо (до 60 кг, мужчины)                                    | 15 августа |
| 20      | Анна Башта Валерия Большакова Сабина Керимова Севиль Буньятова | Фехтование (командная сабля, женщины)                        | 15 августа |
| 21      | Джавид Гасанов Нурлана Джафарова | Стрельба (стендовая стрельба, смешанные команды)             | 16 августа |
| 22      | Рамиль Велизаде | Плавание (200 метров баттерфляем, мужчины)                   | 16 августа |
| 23      | Руслан Гасанов Барат Гулиев Кянан Алиев | Фехтование (командная шпага, мужчины)                        | 17 августа |
| 24      | Балабей Агаев Нариман Мирзаев Ибрагим Алиев Тельман Велиев Зелим Цкаев Эльмар Гасымов Имран Юсифов | Дзюдо (команда, мужчины)                                     | 17 августа |
| 25      | Бахрам Раджабзаде | Кикбоксинг (лоу-кик, свыше 91 кг, мужчины)                   | 17 августа |
| 26      | Татьяна Денискина Дина Ульянова Тиффани Хейз Александра Молленхауэр | Баскетбол 3×3 (женщины)                                      | 17 августа |
| 27      | Анар Мамедов | Кикбоксинг (лоу-кик, до 57 кг, мужчины)                      | 18 августа |
| 28      | Фарид Агамогланов | Кикбоксинг (фулл-контакт, до 63,5 кг, мужчины)               | 18 августа |
| 29      | Ирина Зарецкая | Карате (до 68 кг, женщины)                                   | 18 августа |
| Серебро | |                                                              |            |
| №       | Спортсмены | Вид спорта (дисциплина)                                      | Дата       |
| 1       | Алексис Копельо | Лёгкая атлетика (прыжки в длину, мужчины)                    | 9 августа  |
| 2       | Абубакр Абакаров | Вольная борьба (до 86 кг, мужчины)                           | 10 августа |
| 3       | Алёна Колесник | Вольная борьба (до 59 кг, женщины)                           | 10 августа |
| 4       | Джавад Агаев | Тхэквондо (до 68 кг, мужчины)                                | 10 августа |
| 5       | Иван Тихонов | Спортивная гимнастика (многоборье, мужчины)                  | 10 августа |
| 6       | Екатерина Сарыева | Лёгкая атлетика (прыжки в длину, женщины)                    | 11 августа |
| 7       | Миная Акперова | Тхэквондо (до 46 кг, женщины)                                | 11 августа |
| 8       | Гезаль Зутова | Вольная борьба (до 72 кг, женщины)                           | 11 августа |
| 9       | Ислам Базарганов | Вольная борьба (до 61 кг, мужчины)                           | 11 августа |
| 10      | Никита Симонов | Спортивная гимнастика (кольца, мужчины)                      | 11 августа |
| 11      | Элис Манолова | Вольная борьба (до 65 кг, женщины)                           | 12 августа |
| 12      | Ульви Ганизаде | Греко-римская борьба (до 72 кг, мужчины)                     | 12 августа |
| 13      | Мурад Мамедов | Греко-римская борьба (до 60 кг, мужчины)                     | 13 августа |
| 14      | Санан Сулейманов | Греко-римская борьба (до 77 кг, мужчины)                     | 13 августа |
| 15      | Владимир Долматов Медина Мустафаева Хошгадам Гулиева | Аэробика (смешанные группы)                                  | 13 августа |
| 16      | Гюнель Алиева Алёна Барбакадзе Камила Байрамова Милица Грбавчевич Азалия Гасанова Рена Гасанова Эльнара Ибрагимова Влада Космина Миная Мамедова Ирина Михалкович Мадина Мусаева Милана Рзаева Елизавета Салимова Ульвия Шарифова Ирана Шукюрова Сабина Смагина | Гандбол (женщины)                                            | 14 августа |
| 17      | Мадина Мустафаева | Аэробика (индивидуальный зачёт, женщины)                     | 14 августа |
| 18      | Владимир Долматов Медина Мустафаева Хошгадам Гулиева | Аэробика (смешанное трио)                                    | 14 августа |
| 19      | Зейнаб Гумметова Камилла Алиева Ляман Алимурадова Елизавета Лузан Дарья Сорокина Гюллю Агаларзаде | Художественная гимнастика (5 обручей)                        | 14 августа |
| 20      | Зохра Агамирова | Художественная гимнастика (обруч)                            | 14 августа |
| 21      | Полина Каспиарович | Фехтование (индивидуальная сабля, женщины)                   | 14 августа |
| 22      | Марьям Шейхализадехангах | Плавание (50 метров баттерфляем, женщины)                    | 14 августа |
| 23      | Нурлана Джафарова | Стрельба (скит, женщины)                                     | 15 августа |
| 24      | Дадаш Дадашбейли | Тяжёлая атлетика (до 102 кг (рывок), мужчины)                | 15 августа |
| 25      | Нариман Мирзоев | Дзюдо (до 73 кг, мужчины)                                    | 15 августа |
| 26      | Лейла Алиева | Дзюдо (до 48 кг, женщины)                                    | 15 августа |
| 27      | Руслан Гасанов | Фехтование (индивидуальная шпага, мужчины)                   | 15 августа |
| 28      | Эльмар Гасымов | Дзюдо (до 100 кг, мужчины)                                   | 16 августа |
| 29      | Рагим Алиев | Кикбоксинг (лоу-кик, до 71 кг, мужчины)                      | 17 августа |
| 30      | Заур Пашаев Амиль Гамзаев Эндар Поладханлы Орхан Айдын | Баскетбол 3×3 (мужчины)                                      | 17 августа |
| 31      | Джамал Мамедов | Кикбоксинг (фулл-контакт, до 54 кг, мужчины)                 | 18 августа |
| 32      | Саги Салехли | Кикбоксинг (фулл-контакт, до 75 кг, мужчины)                 | 18 августа |
| 33      | Рамал Асланов | Кикбоксинг (лоу-кик, до 75 кг, мужчины)                      | 18 августа |
| 34      | Эльвин Агаев | Кикбоксинг (фулл-контакт, до 86 кг, мужчины)                 | 18 августа |
| 35      | Панах Абдуллаев | Карате (до 84 кг, мужчины)                                   | 18 августа |
| 36      | Асиман Гурбанлы | Карате (свыше 84 кг, мужчины)                                | 18 августа |
| Бронза  | |                                                              |            |
| №       | Спортсмены | Вид спорта (дисциплина)                                      | Дата       |
| 1       | Гашим Магомедов | Тхэквондо (до 58 кг, мужчины)                                | 9 августа  |
| 2       | Алиаббас Рзазаде | Вольная борьба (до 57 кг, мужчины)                           | 10 августа |
| 3       | Патимат Абакарова | Тхэквондо (до 49 кг, женщины)                                | 10 августа |
| 4       | Назиля Исмайлова | Тяжёлая атлетика (до 45 кг (сумма), женщины)                 | 11 августа |
| 5       | Назиля Исмайлова | Тяжёлая атлетика (до 45 кг (рывок), женщины)                 | 11 августа |
| 6       | Назиля Исмайлова | Тяжёлая атлетика (до 45 кг (толчок), женщины)                | 11 августа |
| 7       | Али Набиев Джахан Мусаев | Паралимпийская стрельба из лука (команда, мужчины)           | 11 августа |
| 8       | Азада Абдуллаева Джахан Мусаев | Паралимпийская стрельба из лука (смешанная команда)          | 11 августа |
| 9       | Татьяна Омельченко | Вольная борьба (до 62 кг, женщины)                           | 11 августа |
| 10      | Аскер Мамедалиев | Вольная борьба (до 70 кг, мужчины)                           | 11 августа |
| 11      | Гаджимурад Омаров | Вольная борьба (до 79 кг, мужчины)                           | 11 августа |
| 12      | Осман Нурмагомедов | Вольная борьба (до 92 кг, мужчины)                           | 11 августа |
| 13      | Иван Тихонов | Спортивная гимнастика (перекладина, мужчины)                 | 11 августа |
| 14      | Эльнура Мамедова | Вольная борьба (до 55 кг, женщины)                           | 12 августа |
| 15      | Сабах Шариати | Греко-римская борьба (до 130 кг, мужчины)                    | 13 августа |
| 16      | Зохра Агамирова | Художественная гимнастика (мяч)                              | 14 августа |
| 17      | Сабина Керимова | Фехтование (индивидуальная сабля, женщины)                   | 14 августа |
| 18      | Валерия Большакова | Фехтование (индивидуальная сабля, женщины)                   | 14 августа |
| 19      | Айшан Абдулазимова Шафагат Алишанова Баяз Алиева Никалина Башнакова Кристина Бесман Айнур Иманова Юлия Керимова Елена Харченко Мария Кирилюк Валерия Кондратьева Анастасия Мерцалова Одина Алиева Елизавета Рубан Маргарита Степаненко                         | Волейбол (женщины)                                           | 15 августа |
| 20      | Динара Сунджелева | Паралимпийский настольный теннис (одиночный разряд, женщины) | 15 августа |
| 21      | Тельман Велиев | Дзюдо (до 73 кг, мужчины)                                    | 15 августа |
| 22      | Руслан Самигуллин Мирали Ахмедов Джалал Гусейнов Назим Гасанзаде Джамал Джафаров Нариман Ахундзаде Руфат Абдуллазаде Абдулла Рзаев Адильхан Гарахмедов Нихат Гурбанлы Мурад Хачаев                                                                             | Футбол (мужчины)                                             | 16 августа |
| 23      | Кенуль Алиева Судаба Агаева Лейла Алиева Сабина Алиева Наргиз Гаджиева Гюнель Гасанли Гюльтадж Мамедалиева | Дзюдо (команда, женщины)                                     | 17 августа |
| 24      | Амиль Мамедов | Кикбоксинг (фулл контакт, до 51 кг, мужчины)                 | 17 августа |
| 25      | Арзуман Гадимов | Кикбоксинг (лоу-кик, свыше 63,5 кг, мужчины)                 | 17 августа |
| 26      | Гашам Мамедов | Кикбоксинг (лоу-кик, свыше 67 кг, мужчины)                   | 17 августа |
| 27      | Эльхан Алиев | Кикбоксинг (фулл контакт, до 71 кг, мужчины)                 | 17 августа |
| 28      | Айсу Девришова | Кикбоксинг (до 56 кг, женщины)                               | 17 августа |
| 29      | Мадина Садыхова | Карате (до 55 кг, женщины)                                   | 17 августа |
| 30      | Турал Агаларзаде | Карате (до 67 кг, мужчины)                                   | 17 августа |
| 31      | Роман Гейдаров | Карате (ката, мужчины)                                       | 17 августа |
| 32      | Марьям Шейхализадехангах | Плавание (100 метров баттерфляем, женщины)                   | 17 августа |
| 33      | Рамиз Мамедов | Кикбоксинг (фулл контакт, до 60 кг, мужчины)                 | 18 августа |
| 34      | Бейбала Гулиев | Кикбоксинг (лоу-кик, до 86 кг, мужчины)                      | 18 августа |

| Медали по видам спорта           | Медали по видам спорта | Медали по видам спорта | Медали по видам спорта | Медали по видам спорта |
| -------------------------------- | ---------------------- | ---------------------- | ---------------------- | ---------------------- |
| Вид спорта                       | 1                      | 2                      | 3                      | Итого                  |
| Аэробика                         | 2                      | 3                      | 0                      | 5                      |
| Баскетбол 3×3                    | 1                      | 1                      | 0                      | 2                      |
| Борьба                           | 8                      | 8                      | 7                      | 23                     |
| Воллейбол                        | 0                      | 0                      | 1                      | 1                      |
| Гандбол                          | 0                      | 1                      | 0                      | 1                      |
| Дзюдо                            | 2                      | 3                      | 2                      | 7                      |
| Карате                           | 1                      | 2                      | 3                      | 6                      |
| Кикбоксинг                       | 3                      | 5                      | 7                      | 15                     |
| Лёгкая атлетика                  | 1                      | 2                      | 0                      | 3                      |
| Паралимпийская стрельба из лука  | 0                      | 0                      | 2                      | 2                      |
| Паралимпийский настольный теннис | 0                      | 0                      | 1                      | 1                      |
| Плавание                         | 1                      | 1                      | 1                      | 3                      |
| Спортивная гимнастика            | 1                      | 2                      | 1                      | 4                      |
| Стрельба                         | 1                      | 1                      | 0                      | 2                      |
| Тхэквондо                        | 1                      | 2                      | 2                      | 5                      |
| Тяжёлая атлетика                 | 0                      | 1                      | 3                      | 4                      |
| Фехтование                       | 2                      | 2                      | 2                      | 6                      |
| Футбол                           | 0                      | 0                      | 1                      | 1                      |
| Художественная гимнастика        | 5                      | 2                      | 1                      | 8                      |
| Всего                            | 29                     | 36                     | 34                     | 99                     |

| Медали по дням | Медали по дням | Медали по дням | Медали по дням | Медали по дням |
| -------------- | -------------- | -------------- | -------------- | -------------- |
| Дата           | 1              | 2              | 3              | Итого          |
| 5 августа      | 0              | 0              | 0              | 0              |
| 6 августа      | 0              | 0              | 0              | 0              |
| 7 августа      | 0              | 0              | 0              | 0              |
| 8 августа      | 1              | 0              | 0              | 1              |
| 9 августа      | 0              | 1              | 1              | 2              |
| 10 августа     | 4              | 4              | 2              | 10             |
| 11 августа     | 2              | 5              | 10             | 17             |
| 12 августа     | 2              | 2              | 1              | 5              |
| 13 августа     | 4              | 3              | 1              | 8              |
| 14 августа     | 5              | 7              | 3              | 15             |
| 15 августа     | 2              | 5              | 3              | 10             |
| 16 августа     | 2              | 1              | 1              | 5              |
| 17 августа     | 4              | 2              | 10             | 16             |
| 18 августа     | 3              | 6              | 2              | 11             |
| Всего          | 29             | 36             | 34             | 99             |

| Медали по полу | Медали по полу | Медали по полу | Медали по полу | Медали по полу |
| -------------- | -------------- | -------------- | -------------- | -------------- |
| Пол            | 1              | 2              | 3              | Итого          |
| Мужчины        | 14             | 21             | 17             | 52             |
| Женщины        | 13             | 13             | 16             | 41             |
| Смешанный      | 2              | 2              | 1              | 5              |
| Всего          | 29             | 36             | 34             | 99             |

## Результаты соревнований

### Баскетбол 3×3
Мужчины

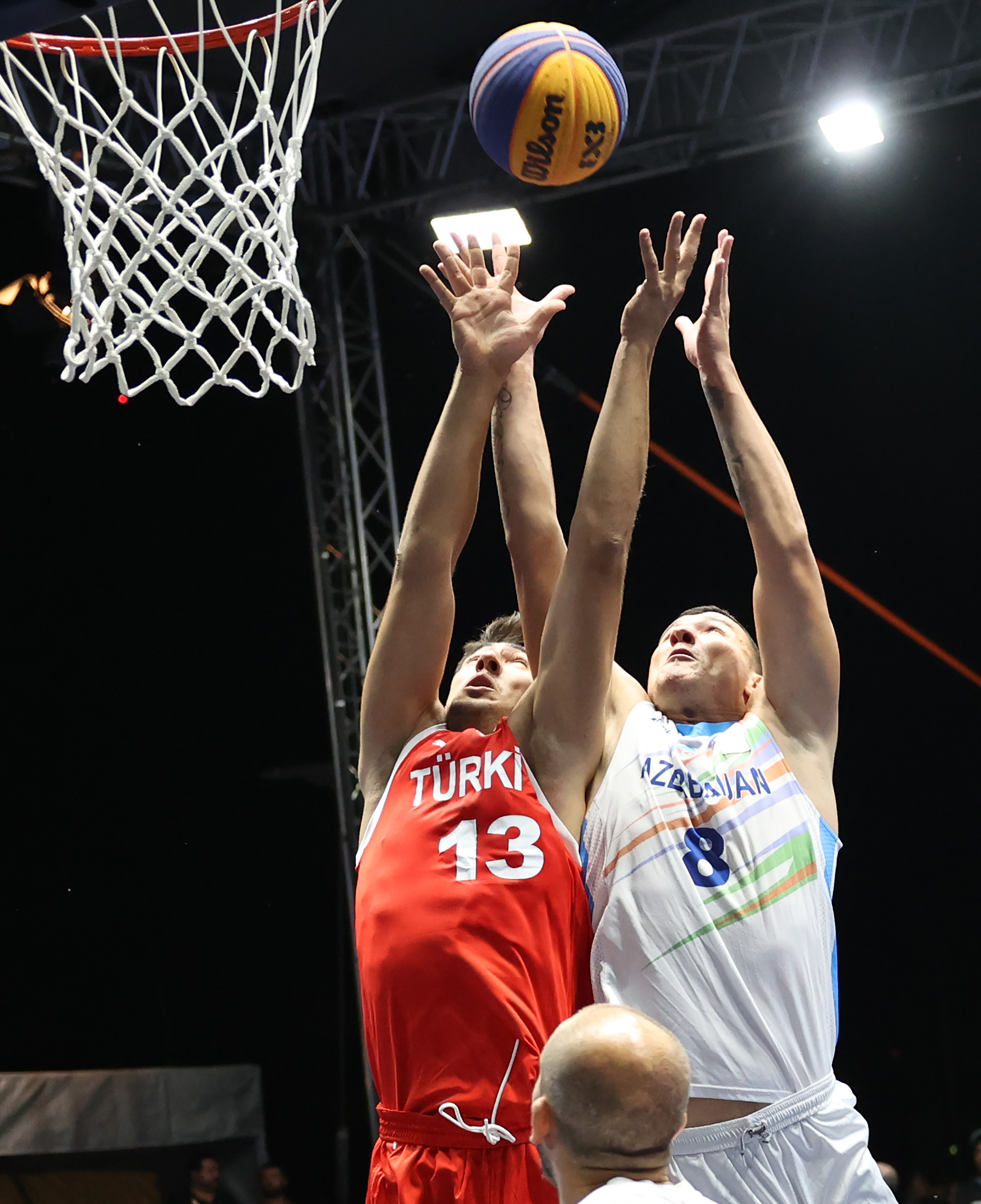
Матч Азербайджан — Турция в группе C

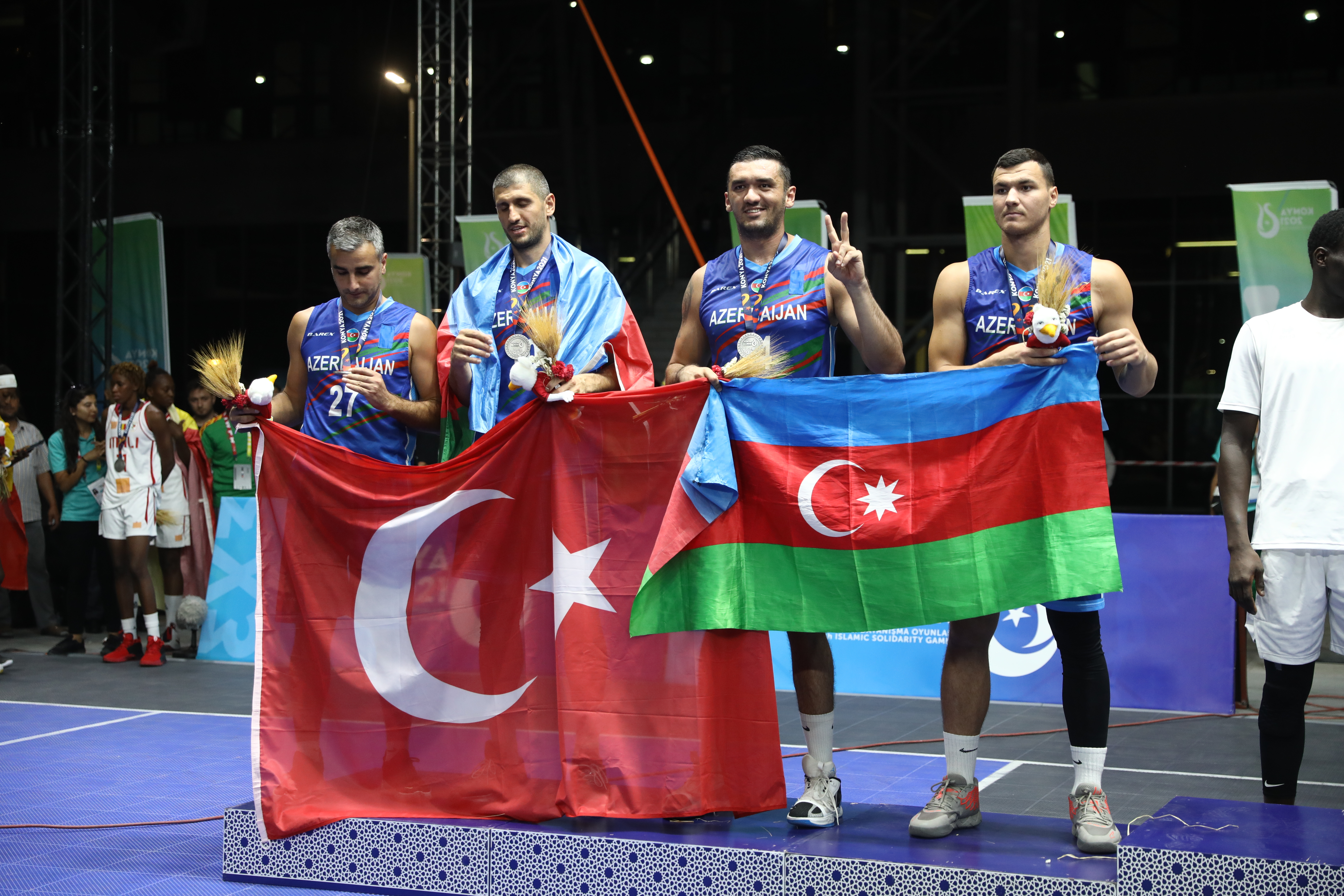
Мужская сборная Азербайджана по баскетболу 3×3 на церемонии награждения

Мужская сборная Азербайджана по баскетболу 3×3 выступала на Играх в качестве действующего чемпиона и попала в группу C, где сыграла со сборными Мали, Турции и Марокко. Обыграв всех своих соперников, азербайджанские баскетболисты заняли первое место в группе и в четвертьфинале встретились со сборной Иордании, которую одолели с отрывом в два очка. В полуфинале сборной Азербайджана противостояла команда Ирана. Встреча закончилась со счётом 21:17 в пользу Азербайджана. В финале азербайджанские баскетболисты встретились с командой из Сенегала, проиграв которой со счётом 16:21, заняли второе место.
По словам баскетболиста сборной Азербайджана Заура Пашаева, путь к финалу измотал команду и финальная игра с Сенегалом оказалась тяжёлой. После того, как сенегальцы благодаря двухочковым броскам оторвались, сборная Азербайджана уже не смогла их догнать. Второе место Пашаев назвал «неплохом результатом».
Состав
| \| Номер \| Имя \| Дата рождения \| Рост, см \| Место в рейтинге* \| Очки \| \| ----- \| ---------------- \| --------------- \| -------- \| ----------------- \| ----- \| \| 27 \| Заур Пашаев \| 31 августа 1983 \| 185 \| 2369 \| 10933 \| \| 44 \| Амиль Гамзаев \| 25 июня 1990 \| 203 \| 2668 \| 9877 \| \| 8 \| Эндар Поладханлы \| 12 октября 1998 \| 200 \| 2133 \| 11874 \| \| 10 \| Орхан Айдын \| 1 октября 1989 \| 201 \| 23170 \| 1494 \| |                  |                 |          |                   |       |
| Номер | Имя              | Дата рождения   | Рост, см | Место в рейтинге* | Очки  |
| 27 | Заур Пашаев      | 31 августа 1983 | 185      | 2369              | 10933 |
| 44 | Амиль Гамзаев    | 25 июня 1990    | 203      | 2668              | 9877  |
| 8 | Эндар Поладханлы | 12 октября 1998 | 200      | 2133              | 11874 |
| 10 | Орхан Айдын      | 1 октября 1989  | 201      | 23170             | 1494  |

* Место в индивидуальном мировом рейтинге FIBA 3×3 на август 2022 года.
Групповой этап (группа C)
| Место | Сборная     | И | В | П | ОЗ | ОП | +/- | Квалификация          |
| ----- | ----------- | - | - | - | -- | -- | --- | --------------------- |
| 1     | Азербайджан | 3 | 3 | 0 | 57 | 38 | +19 | Выход в четвертьфинал |
| 2     | Мали        | 3 | 1 | 2 | 48 | 46 | +2  | Выход в четвертьфинал |
| 3     | Турция      | 3 | 1 | 2 | 44 | 53 | -9  |                       |
| 4     | Марокко     | 3 | 1 | 2 | 40 | 52 | -12 |                       |

| 13 августа 2022 13:00 |  | Азербайджан | 18:15 | Мали | Конгрессно-спортивный центр Каратай, Конья |

| 13 августа 2022 16:00 |  | Азербайджан | 21:12 | Турция | Конгрессно-спортивный центр Каратай, Конья |

| 15 августа 2022 |  | Марокко | 11:18 | Азербайджан | Конгрессно-спортивный центр Каратай, Конья |

Четвертьфинал
| 17 августа 2022 16:45 |  | Азербайджан | 20:18 | Иордания | Конгрессно-спортивный центр Каратай, Конья |

Полуфинал
| 17 августа 2022 |  | Азербайджан | 21:17 | Иран | Конгрессно-спортивный центр Каратай, Конья |

Финал
| 17 августа 2022 20:35 |  | Сенегал | 21:16 | Азербайджан | Конгрессно-спортивный центр Каратай, Конья |

Женщины
Состав
| \| Номер \| Имя \| Дата рождения \| Рост, см \| Место в рейтинге* \| Очки \| \| ----- \| ---------------------- \| ---------------- \| -------- \| ----------------- \| ---- \| \| 7 \| Татьяна Денискина \| 17 сентября 1985 \| 172 \| 15555 \| 2214 \| \| 8 \| Дина Ульянова \| 1 сентября 1989 \| 185 \| 9115 \| 3550 \| \| 15 \| Тиффани Хейз \| 29 сентября 1989 \| 178 \| 27959 \| 1250 \| \| 24 \| Александра Молленхауэр \| 4 мая 1998 \| 182 \| 27866 \| 1258 \| |                        |                  |          |                   |      |
| Номер | Имя                    | Дата рождения    | Рост, см | Место в рейтинге* | Очки |
| 7 | Татьяна Денискина      | 17 сентября 1985 | 172      | 15555             | 2214 |
| 8 | Дина Ульянова          | 1 сентября 1989  | 185      | 9115              | 3550 |
| 15 | Тиффани Хейз           | 29 сентября 1989 | 178      | 27959             | 1250 |
| 24 | Александра Молленхауэр | 4 мая 1998       | 182      | 27866             | 1258 |

* Место в индивидуальном мировом рейтинге FIBA 3×3 на август 2022 года.
Групповой этап (группа C)
| Место | Сборная     | И | В | П | ОЗ | ОП | +/- | Квалификация          |
| ----- | ----------- | - | - | - | -- | -- | --- | --------------------- |
| 1     | Азербайджан | 2 | 2 | 0 | 35 | 16 | +19 | Выход в четвертьфинал |
| 2     | Турция      | 2 | 1 | 1 | 33 | 17 | +16 | Выход в четвертьфинал |
| 3     | Кыргызстан  | 2 | 0 | 2 | 7  | 42 | -35 |                       |

| 14 августа 2022 14:00 |  | Кыргызстан | 4:21 | Азербайджан | Конгрессно-спортивный центр Каратай, Конья |

| 14 августа 2022 18:10 |  | Турция | 12:14 | Азербайджан | Конгрессно-спортивный центр Каратай, Конья |

Четвертьфинал
| 16 августа 2022 |  | Азербайджан | 21:2 | Катар | Конгрессно-спортивный центр Каратай, Конья |

Полуфинал
| 17 августа 2022 17:45 |  | Узбекистан | 7:16 | Азербайджан | Конгрессно-спортивный центр Каратай, Конья |

Финал
| 17 августа 2022 20:10 |  | Мали | 6:21 | Азербайджан | Конгрессно-спортивный центр Каратай, Конья |

### Волейбол
Мужчины
Состав
| Номер                   | Имя                | Дата рождения    | Рост, см  | Клуб                     |           |           |           |           |
| Связующие               | Связующие          | Связующие        | Связующие | Связующие                | Связующие | Связующие | Связующие | Связующие |
| ----------------------- | ------------------ | ---------------- | --------- | ------------------------ | --------- | --------- | --------- | --------- |
| 2                       | Турал Гасанли      | 25 мая 1993      | 187       | Нефтчи (Баку)            |           |           |           |           |
| 77                      | Роман Гурский      | 21 июля 2001     | 193       | Муров (Баку)             |           |           |           |           |
| Диагональные            |                    |                  |           |                          |           |           |           |           |
| 3                       | Джавид Сулейманов  | 26 февраля 1989  | 193       | Нефтчи (Баку)            |           |           |           |           |
| Доигровщики             |                    |                  |           |                          |           |           |           |           |
| 1                       | Вугар Байрамов     | 21 января 1992   | 197       | Тараз (Тараз)            |           |           |           |           |
| 4                       | Агиль Агазаде      | 19 апреля 1998   | 192       | Нефтчи (Баку)            |           |           |           |           |
| 10                      | Юсиф Буньятов      | 3 августа 2004   | 190       |                          |           |           |           |           |
| 17                      | Андрей Василенко   | 3 февраля 1995   | 191       | Ирони Кирьят Ата (Хайфа) |           |           |           |           |
| 20                      | Андрей Мельников   | 11 апреля 1994   | 198       | Муров (Баку)             |           |           |           |           |
| Центральные блокирующие |                    |                  |           |                          |           |           |           |           |
| 8                       | Егор Никуленко     | 22 марта 2001    | 188       | ЦСКА (Баку)              |           |           |           |           |
| 11                      | Рамазан Агабеков   | 31 августа 2000  | 198       | Нефтчи (Баку)            |           |           |           |           |
| 15                      | Дмитрий Баранов    | 29 августа 1994  | 202       | Будва (Будва)            |           |           |           |           |
| 16                      | Мардан Мамедов     | 12 мая 2002      | 200       | ЦСКА (Баку)              |           |           |           |           |
| Либеро                  |                    |                  |           |                          |           |           |           |           |
| 7                       | Эмиль Абдуллаев    | 3 января 1983    | 170       | Нефтчи (Баку)            |           |           |           |           |
| 19                      | Кянан Аллахвердиев | 19 сентября 1990 | 183       | Нефтчи (Баку)            |           |           |           |           |

| Должность               | Имя             | Гражданство | Дата рождения   |
| ----------------------- | --------------- | ----------- | --------------- |
| Главный тренер          | Парвиз Самедов  | Азербайджан | 28 января 1986  |
| Помощник тренера        | Михаил Соловьёв | Россия      | 4 января 1985   |
| Второй помощник тренера | Акиф Велиев     | Азербайджан | 20 октября 1971 |

Групповой этап (группа A)
| Сборная        | Матчи | Матчи | Очки | Сеты | Сеты | Сеты  | Мячи | Мячи | Мячи  | Квалификация      |
| Сборная        | В     | П     | Очки | В    | П    | В:П   | В    | П    | В:П   | Квалификация      |
| -------------- | ----- | ----- | ---- | ---- | ---- | ----- | ---- | ---- | ----- | ----------------- |
| 1. Камерун     | 2     | 1     | 7    | 8    | 3    | 2,667 | 255  | 220  | 1,159 | Выход в полуфинал |
| 2. Азербайджан | 2     | 1     | 6    | 6    | 4    | 1,500 | 232  | 220  | 1,055 | Выход в полуфинал |
| 3. Марокко     | 2     | 1     | 5    | 7    | 5    | 1,400 | 272  | 246  | 1,106 |                   |
| 4. Судан       | 0     | 3     | 0    | 0    | 9    | 0,000 | 152  | 225  | 0,676 |                   |

| 9 августа 2022 10:00 UTC+3 |

| Судан                       | 0:3  | Азербайджан           |
| (13:25, 20:25, 22:25) Отчёт |      |                       |
| Омер Ибрахим Абузаид — 13   | Очки | 15 — Андрей Мельников |

| Конгрессно-спортивный центр Каратай, Конья Зрителей: 200 Судьи: Хаккы Демиралай Хассан Пеждан |

| 11 августа 2022 19:00 UTC+3 |

| Азербайджан                 | 0:3  | Камерун                  |
| (19:25, 23:25, 15:25) Отчёт |      |                          |
| Андрей Мельников — 18       | Очки | 13 — Бадаве Джакоде Элие |

| Конгрессно-спортивный центр Каратай, Конья Зрителей: 300 Судьи: Садеттин Денери Эрхан Алпарлслан |

| 13 августа 2022 16:00 UTC+3 |

| Азербайджан                        | 3:1  | Марокко                   |
| (25:20, 22:25, 28:26, 25:19) Отчёт |      |                           |
| Андрей Мельников — 25              | Очки | 17 — Мохаммад Эль-Хачдади |

| Конгрессно-спортивный центр Каратай, Конья Зрителей: 500 Судьи: Хассан Пеждан Садеттин Денери |

Полуфинал
| 14 августа 2022 13:00 UTC+3 |

| Иран                                                     | 3:0  | Азербайджан          |
| (25:17, 25:20, 25:11) Отчёт                              |      |                      |
| Эсмель Мосафердашлыбурун — 12 Шахруз Хумаюнфарманеш — 12 | Очки | 6 — Андрей Мельников |

| Конгрессно-спортивный центр Каратай, Конья Зрителей: 550 Судьи: Уильям Кемфанг Эрхан Алпарлслан |

Матч за 3-е место
| 15 августа 2022 10:00 UTC+3 |

| Турция                             | 3:1  | Азербайджан           |
| (26:24, 22:25, 28:26, 25:14) Отчёт |      |                       |
| Иззет Унвер — 19                   | Очки | 18 — Андрей Мельников |

| Конгрессно-спортивный центр Каратай, Конья Зрителей: 200 Судьи: Хассан Пеждан Уильям Кемфанг |

Женщины
Состав
| Номер                   | Имя                  | Дата рождения   | Рост, см  | Клуб                          |           |           |           |           |
| Связующие               | Связующие            | Связующие       | Связующие | Связующие                     | Связующие | Связующие | Связующие | Связующие |
| ----------------------- | -------------------- | --------------- | --------- | ----------------------------- | --------- | --------- | --------- | --------- |
| 8                       | Валерия Кондратьева  | 21 марта 2000   | 178       | Азеррейл (Баку)               |           |           |           |           |
| 14                      | Кристина Бесман      | 13 февраля 1996 | 184       | Тулица (Тула)                 |           |           |           |           |
| 18                      | Шафагат Алишанова    | 3 августа 1996  | 178       | АОФ Порфирас (Пирей)          |           |           |           |           |
| Диагональные            |                      |                 |           |                               |           |           |           |           |
| 20                      | Маргарита Степаненко | 25 апреля 1993  | 186       | Панатинайкос (Афины)          |           |           |           |           |
| Доигровщики             |                      |                 |           |                               |           |           |           |           |
| 3                       | Елизавета Рубан      | 3 марта 1995    | 185       | Болу Беледийеспор (Болу)      |           |           |           |           |
| 5                       | Одина Алиева         | 25 мая 1990     | 186       | Джакарта Электра (Джакарта)   |           |           |           |           |
| 9                       | Никалина Башнакова   | 29 марта 1998   |           |                               |           |           |           |           |
| Центральные блокирующие |                      |                 |           |                               |           |           |           |           |
| 6                       | Айшан Абдулазимова   | 11 апреля 1993  | 185       | Вашаш Обуда (Будапешт)        |           |           |           |           |
| 7                       | Елена Харченко       | 25 ноября 1995  | 188       | Чукурова Беледийеспор (Адана) |           |           |           |           |
| 10                      | Анастасия Мерцалова  | 17 июля 2001    | 187       | Азеррейл (Баку)               |           |           |           |           |
| 11                      | Айнур Иманова        | 7 декабря 1988  | 187       | Апшерон (Баку)                |           |           |           |           |
| 22                      | Мария Кирилюк        | 16 февраля 1995 | 195       | Спарта (Нижний Новгород)      |           |           |           |           |
| Либеро                  |                      |                 |           |                               |           |           |           |           |
| 16                      | Юлия Керимова        | 7 февраля 1988  | 175       | Азеррейл (Баку)               |           |           |           |           |
| 19                      | Баяз Алиева          | 9 июня 1990     | 178       | Апшерон (Баку)                |           |           |           |           |

| Должность               | Имя           | Гражданство | Дата рождения   |
| ----------------------- | ------------- | ----------- | --------------- |
| Главный тренер          | Эльдар Юсубов | Азербайджан | 1 февраля 1968  |
| Помощник тренера        | Вугар Алиев   | Азербайджан | 19 января 1974  |
| Второй помощник тренера | Эмин Абилов   | Азербайджан | 17 октября 1988 |

Групповой этап (группа B)
| Сборная        | Матчи | Матчи | Очки | Сеты | Сеты | Сеты  | Мячи | Мячи | Мячи  | Квалификация      |
| Сборная        | В     | П     | Очки | В    | П    | В:П   | В    | П    | В:П   | Квалификация      |
| -------------- | ----- | ----- | ---- | ---- | ---- | ----- | ---- | ---- | ----- | ----------------- |
| 1. Азербайджан | 3     | 0     | 9    | 9    | 1    | 9,000 | 257  | 119  | 2,160 | Выход в полуфинал |
| 2. Камерун     | 2     | 1     | 6    | 7    | 3    | 2,333 | 227  | 189  | 1,201 | Выход в полуфинал |
| 3. Сенегал     | 1     | 2     | 3    | 3    | 6    | 0,500 | 142  | 189  | 0,751 |                   |
| 4. Афганистан  | 0     | 3     | 0    | 0    | 9    | 0,000 | 96   | 225  | 0,427 |                   |

| 8 августа 2022 16:00 UTC+3 |

| Сенегал                          | 0:3  | Азербайджан          |
| (7:25, 6:25, 10:25) Отчёт        |      |                      |
| Хадидату Донде — 4 Фату Маме — 4 | Очки | 15 — Елизавета Рубан |

| Конгрессно-спортивный центр Каратай, Конья Зрителей: 1150 Судьи: Садеттин Денери Тунджай Кандемир |

| 10 августа 2022 13:00 UTC+3 |

| Афганистан                | 0:3  | Азербайджан             |
| (4:25, 11:25, 4:25) Отчёт |      |                         |
| Амири Мохаддесе — 3       | Очки | 13 — Никалина Башнакова |

| Конгрессно-спортивный центр Каратай, Конья Зрителей: 500 Судьи: Абдельгаби Насарелдин Регина Оум |

| 12 августа 2022 13:00 UTC+3 |

| Камерун                           | 1:3  | Азербайджан                                                            |
| (31:29, 12:25, 8:25, 26:28) Отчёт |      |                                                                        |
| Леопольдина Одила — 21            | Очки | 16 — Елизавета Рубан 16 — Айшан Абдулазимова 16 — Маргарита Степаненко |

| Конгрессно-спортивный центр Каратай, Конья Зрителей: 500 Судьи: Хаккы Демиралай Эрхан Алпарлслан |

Полуфинал
| 14 августа 2022 10:00 UTC+3 |

| Азербайджан                        | 1:3  | Иран                  |
| (18:25, 25:18, 16:25, 22:25) Отчёт |      |                       |
| Елизавета Рубан — 16               | Очки | 20 — Эсфахани Борхани |

| Конгрессно-спортивный центр Каратай, Конья Зрителей: 100 Судьи: Хаккы Демиралай Регина Оум |

Матч за 3-е место
| 15 августа 2022 13:00 UTC+3 |

| Азербайджан                 | 3:0  | Камерун                |
| (27:25, 25:13, 25:17) Отчёт |      |                        |
| Одина Алиева — 18           | Очки | 10 — Леопольдина Одила |

| Конгрессно-спортивный центр Каратай, Конья Зрителей: 200 Судьи: Абдельгаби Насарелдин Эрхан Алпарлслан |

### Велоспорт
Соревнования по велоспорту на Играх исламской солидарности 2021 проходили с 5 по 14 августа. Азербайджан в этом виде спорта представляли 10 спортсменов — 7 мужчин и 3 женщины. При этом в трековых гонках страну представляло 8 спортсменов (5 мужчин и 3 женщины), а в шоссейных — 7 спортсменов (5 мужчин и 2 женщины).
В трековых гонках лучший результат среди мужчин показал Муса Микаилзаде, заняв 8-е место в гонке по очкам, а среди женщин — Аян Ханкишиева, занявшая 4-е место как в скрэтче, так и в гонке по очкам. В омниуме и индивидуальном преследовании азербайджанские спортсмены не сумели пробиться в финалы. Свою неудачу в скрэтче Ханкишиева объяснила тем, что в ходе гонки допустила маленькую тактическую ошибку перед спринтом, выбрав не ту позицию и не увидев вовремя колесо соперницы.
В шоссейных гонках лучший результат среди мужчин показал Эльчин Асадов, заняв 7-е место в групповой гонке, а среди женщин — Виктория Сидоренко, занявшая 9-е место в индивидуальной гонке с раздельным стартом.

#### Трековый велоспорт
Мужчины
| Соревнование | Спортсмены      | Круги | Место |
| ------------ | --------------- | ----- | ----- |
| скрэтч       | Муса Микаилзаде | -1    | 14    |
| скрэтч       | Наджаф Багиров  | DNF   | DNF   |

| Соревнование | Спортсмены         | Гонка 1 | Гонка 1 | Гонка 2 | Гонка 2 | Гонка 3 | Гонка 3 | Финал                | Финал                |
| Соревнование | Спортсмены         | Очки    | Место   | Очки    | Место   | Очки    | Место   | Очки                 | Место                |
| ------------ | ------------------ | ------- | ------- | ------- | ------- | ------- | ------- | -------------------- | -------------------- |
| омниум       | Эльгюн Ализаде     |         | 17      | 16      | 17      | 32      | 16      | Завершил выступление | Завершил выступление |
| омниум       | Амрал Абдульазизли |         | 19      | 10      | 18      | 18      | 17      | Завершил выступление | Завершил выступление |

| Соревнование   | Спортсмены      | Очки | Место |
| -------------- | --------------- | ---- | ----- |
| гонка по очкам | Муса Микаилзаде | 8    | 8     |
| гонка по очкам | Наджаф Багиров  | DNF  | DNF   |

| Соревнование                 | Спортсмены      | Квалификация | Квалификация | Финал                | Финал                |
| Соревнование                 | Спортсмены      | Результат    | Место        | Результат            | Место                |
| ---------------------------- | --------------- | ------------ | ------------ | -------------------- | -------------------- |
| индивидуальное преследование | Эльчин Асадов   | 17           | 4:40.822     | Завершил выступление | Завершил выступление |
| индивидуальное преследование | Эльгюн Ализаде  | 23           | 4:49.107     | Завершил выступление | Завершил выступление |
| индивидуальное преследование | Муса Микаилзаде | DNS          | DNS          | Завершил выступление | Завершил выступление |

Женщины
| Соревнование | Спортсмены         | Место |
| ------------ | ------------------ | ----- |
| скрэтч       | Аян Ханкишиева     | 4     |
| скрэтч       | Виктория Сидоренко | 13    |

| Соревнование | Спортсмены         | Гонка 1 | Гонка 1 | Гонка 2 | Гонка 2 | Гонка 3 | Гонка 3 | Финал                 | Финал                 |
| Соревнование | Спортсмены         | Очки    | Место   | Очки    | Место   | Очки    | Место   | Очки                  | Место                 |
| ------------ | ------------------ | ------- | ------- | ------- | ------- | ------- | ------- | --------------------- | --------------------- |
| омниум       | Аян Ханкишиева     |         | 4       | 54      | 8       | 82      | 7       | Завершила выступление | Завершила выступление |
| омниум       | Виктория Сидоренко |         | 8       | 56      | 7       | 68      | 11      | Завершила выступление | Завершила выступление |

| Соревнование   | Спортсмены         | Очки | Место |
| -------------- | ------------------ | ---- | ----- |
| гонка по очкам | Аян Ханкишиева     | 13   | 4     |
| гонка по очкам | Виктория Сидоренко | DSQ  | DSQ   |

| Соревнование                 | Спортсмены          | Квалификация | Квалификация | Финал                 | Финал                 |
| Соревнование                 | Спортсмены          | Результат    | Место        | Результат             | Место                 |
| ---------------------------- | ------------------- | ------------ | ------------ | --------------------- | --------------------- |
| индивидуальное преследование | Лала Абдуррахманова | 14           | 4:16.727     | Завершила выступление | Завершила выступление |
| индивидуальное преследование | Виктория Сидоренко  | DNS          | DNS          | DNS                   | DNS                   |

#### Шоссейный велоспорт
Мужчины
| Соревнование                              | Спортсмены    | Время     | Место |
| ----------------------------------------- | ------------- | --------- | ----- |
| индивидуальная гонка с раздельным стартом | Эльчин Асадов | 32:06.338 | 12    |

| Соревнование    | Спортсмены      | Очки  | Место |
| --------------- | --------------- | ----- | ----- |
| групповая гонка | Эльчин Асадов   | 43.79 | 7     |
| групповая гонка | Муса Микаилзаде | 42.42 | 27    |
| групповая гонка | Эльгюн Ализаде  | 42.42 | 28    |
| групповая гонка | Шахин Эйвазов   | 42.42 | 33    |
| групповая гонка | Али Гурбанов    | 41.17 | 45    |

Женщины
| Соревнование                              | Спортсмены         | Время     | Место |
| ----------------------------------------- | ------------------ | --------- | ----- |
| индивидуальная гонка с раздельным стартом | Виктория Сидоренко | 25:02.882 | 9     |
| индивидуальная гонка с раздельным стартом | Лала Абдурахманова | 26:38.380 | 11    |

| Соревнование    | Спортсмены         | Время   | Место |
| --------------- | ------------------ | ------- | ----- |
| групповая гонка | Виктория Сидоренко | 2:44.43 | 13    |
| групповая гонка | Лала Абдурахманова | 2:49.14 | 17    |

### Гандбол
Мужчины
Групповой этап (группа B)
| Место | Сборная     | И | В | Н | П | ГЗ | ГП | +/- | Очки | Квалификация      |
| ----- | ----------- | - | - | - | - | -- | -- | --- | ---- | ----------------- |
| 1     | Иран        | 2 | 2 | 0 | 0 | 68 | 40 | +28 | 4    | Выход в полуфинал |
| 2     | Турция      | 2 | 1 | 0 | 1 | 49 | 45 | +4  | 2    | Выход в полуфинал |
| 3     | Азербайджан | 2 | 0 | 0 | 2 | 39 | 71 | -32 | 0    |                   |

| 2022-08-10 15:00 UTC+3 | Азербайджан | 19:29 | Турция | Международный спортивный зал муниципалитета Сельчуклу, Конья |
| 2022-08-10 15:00 UTC+3 | (9:11)      |       |        | Международный спортивный зал муниципалитета Сельчуклу, Конья |
| 2022-08-10 15:00 UTC+3 |             |       |        | Международный спортивный зал муниципалитета Сельчуклу, Конья |

| 2022-08-12 15:00 UTC+3 | Иран | 42:10 | Азербайджан | Международный спортивный зал муниципалитета Сельчуклу, Конья |
| 2022-08-12 15:00 UTC+3 |      |       |             | Международный спортивный зал муниципалитета Сельчуклу, Конья |
| 2022-08-12 15:00 UTC+3 |      |       |             | Международный спортивный зал муниципалитета Сельчуклу, Конья |

Женщины
Состав
| Номер         | Имя                | Дата рождения    | Рост, см | Вес, кг | Клуб    |         |         |
| Вратари       | Вратари            | Вратари          | Вратари  | Вратари | Вратари | Вратари | Вратари |
| ------------- | ------------------ | ---------------- | -------- | ------- | ------- | ------- | ------- |
| 1             | Азалия Гасанова    | 11 декабря 1994  | 178      | 66      | Азерйол |         |         |
| 87            | Мадина Мусаева     | 26 сентября 1997 | 170      | 60      | Азерйол |         |         |
| Крайние       |                    |                  |          |         |         |         |         |
| 3             | Камила Байрамова   | 11 августа 2002  | 179      | 61      | Азерйол |         |         |
| 6             | Ирана Шукюрова     | 3 апреля 1991    | 179      | 75      | Азерйол |         |         |
| 26            | Милица Грбавчевич  | 26 апреля 1995   | 182      |         | ПАОК    |         |         |
| Разыгрывающие |                    |                  |          |         |         |         |         |
| 85            | Влада Космина      | 5 апреля 1993    | 170      | 60      | Азерйол |         |         |
| 10            | Миная Мамедова     |                  | 160      | 66      | Азерйол |         |         |
| 7             | Ирина Михалкович   | 20 января 1988   | 166      | 62      | Азерйол |         |         |
| Полусредние   |                    |                  |          |         |         |         |         |
| 15            | Гюнель Алиева      | 3 октября 1991   | 174      | 65      | Азерйол |         |         |
| 7             | Алёна Барбакадзе   | 14 февраля 1988  | 173      | 56      | Азерйол |         |         |
| 17            | Эльнара Ибрагимова | 2 октября 1993   | 168      | 60      | Азерйол |         |         |
| 33            | Милана Рзаева      | 2 октября 1993   | 175      | 70      | Кубань  |         |         |
| 13            | Сабина Смагина     | 7 сентября 1997  | 160      | 56      | Азерйол |         |         |
| Линейные      |                    |                  |          |         |         |         |         |
| 8             | Рена Гасанова      |                  | 169      | 60      | Азерйол |         |         |
| 85            | Ульвия Шарифова    | 4 июня 1994      | 161      | 56      | Азерйол |         |         |

| Должность        | Имя               |
| ---------------- | ----------------- |
| Главный тренер   | Славиш Ристичевич |
| Помощник тренера | Фуад Янгильдин    |

Групповой этап (группа B)
| Место | Сборная     | И | В | Н | П | ГЗ | ГП | +/- | Очки | Квалификация      |
| ----- | ----------- | - | - | - | - | -- | -- | --- | ---- | ----------------- |
| 1     | Азербайджан | 3 | 3 | 0 | 0 | 79 | 26 | +53 | 6    | Выход в полуфинал |
| 2     | Камерун     | 3 | 2 | 0 | 1 | 52 | 39 | +13 | 4    | Выход в полуфинал |
| 3     | Иран        | 3 | 1 | 0 | 2 | 89 | 74 | +15 | 2    |                   |
| 4     | Афганистан  | 3 | 0 | 0 | 3 | 15 | 96 | -81 | 0    |                   |

| 2022-08-07 15:00 UTC+3 | Камерун | 0:10 | Азербайджан | Международный спортивный зал муниципалитета Сельчуклу, Конья |
| 2022-08-07 15:00 UTC+3 |         |      |             | Международный спортивный зал муниципалитета Сельчуклу, Конья |
| 2022-08-07 15:00 UTC+3 |         |      |             | Международный спортивный зал муниципалитета Сельчуклу, Конья |

| 2022-08-09 17:00 UTC+3 | Азербайджан | 43:9 | Афганистан | Международный спортивный зал муниципалитета Сельчуклу, Конья |
| 2022-08-09 17:00 UTC+3 |             |      |            | Международный спортивный зал муниципалитета Сельчуклу, Конья |
| 2022-08-09 17:00 UTC+3 |             |      |            | Международный спортивный зал муниципалитета Сельчуклу, Конья |

| 2022-08-11 17:00 UTC+3 | Иран | 17:26 | Азербайджан | Международный спортивный зал муниципалитета Сельчуклу, Конья |
| 2022-08-11 17:00 UTC+3 |      |       |             | Международный спортивный зал муниципалитета Сельчуклу, Конья |
| 2022-08-11 17:00 UTC+3 |      |       |             | Международный спортивный зал муниципалитета Сельчуклу, Конья |

Полуфинал
| 2022-08-13 13:00 UTC+3 | Азербайджан | 40:27 | Узбекистан | Международный спортивный зал муниципалитета Сельчуклу, Конья |
| 2022-08-13 13:00 UTC+3 | (19:13)     |       |            | Международный спортивный зал муниципалитета Сельчуклу, Конья |
| 2022-08-13 13:00 UTC+3 |             |       |            | Международный спортивный зал муниципалитета Сельчуклу, Конья |

Финал
| 2022-08-14 15:00 UTC+3 | Турция  | 30:24 | Азербайджан | Международный спортивный зал муниципалитета Сельчуклу, Конья |
| 2022-08-14 15:00 UTC+3 | (14:10) |       |             | Международный спортивный зал муниципалитета Сельчуклу, Конья |
| 2022-08-14 15:00 UTC+3 |         |       |             | Международный спортивный зал муниципалитета Сельчуклу, Конья |

### Гимнастика

#### Аэробика

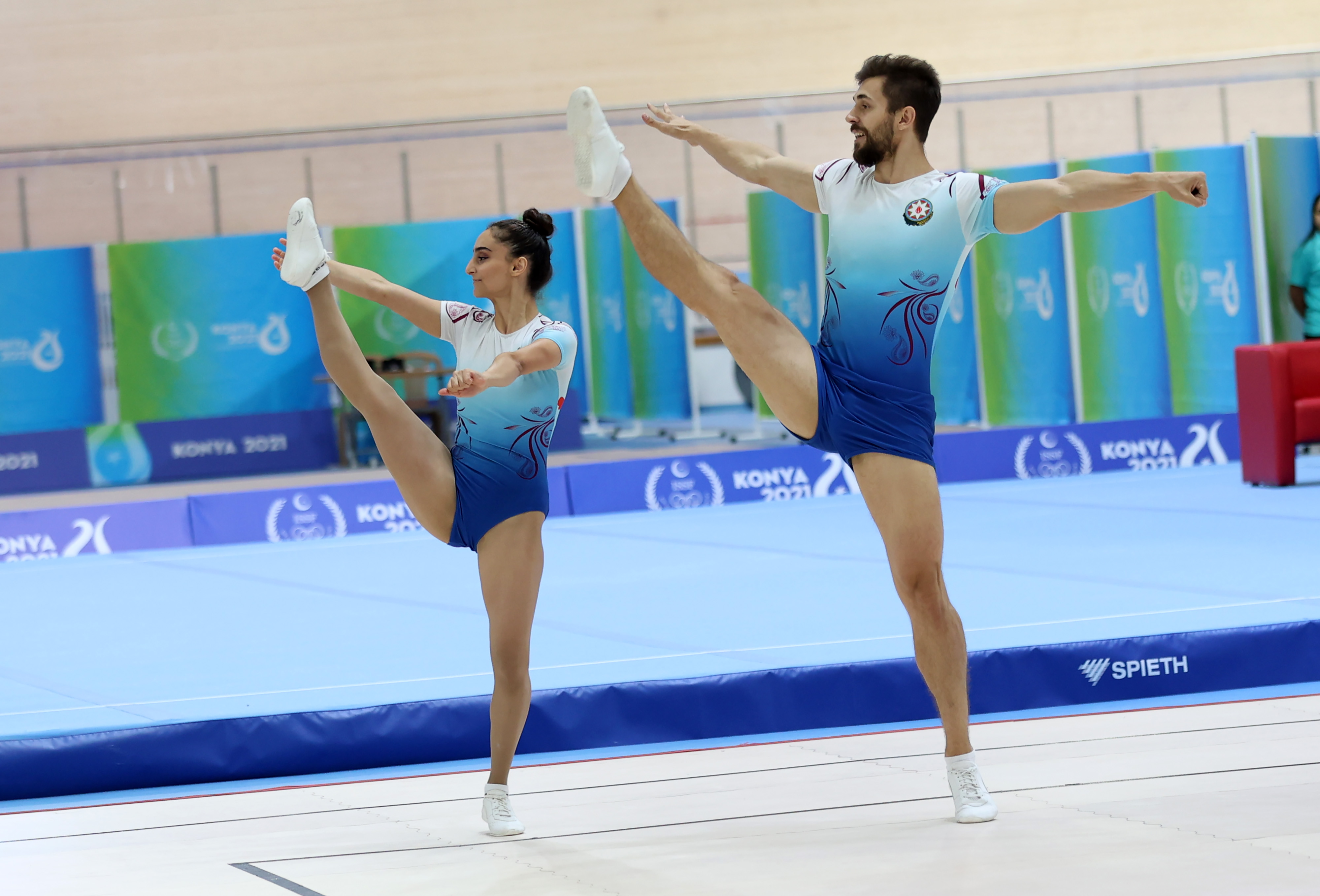
Выступление Владимира Долматова и Мадины Мустафаевой в состязании смешанных пар

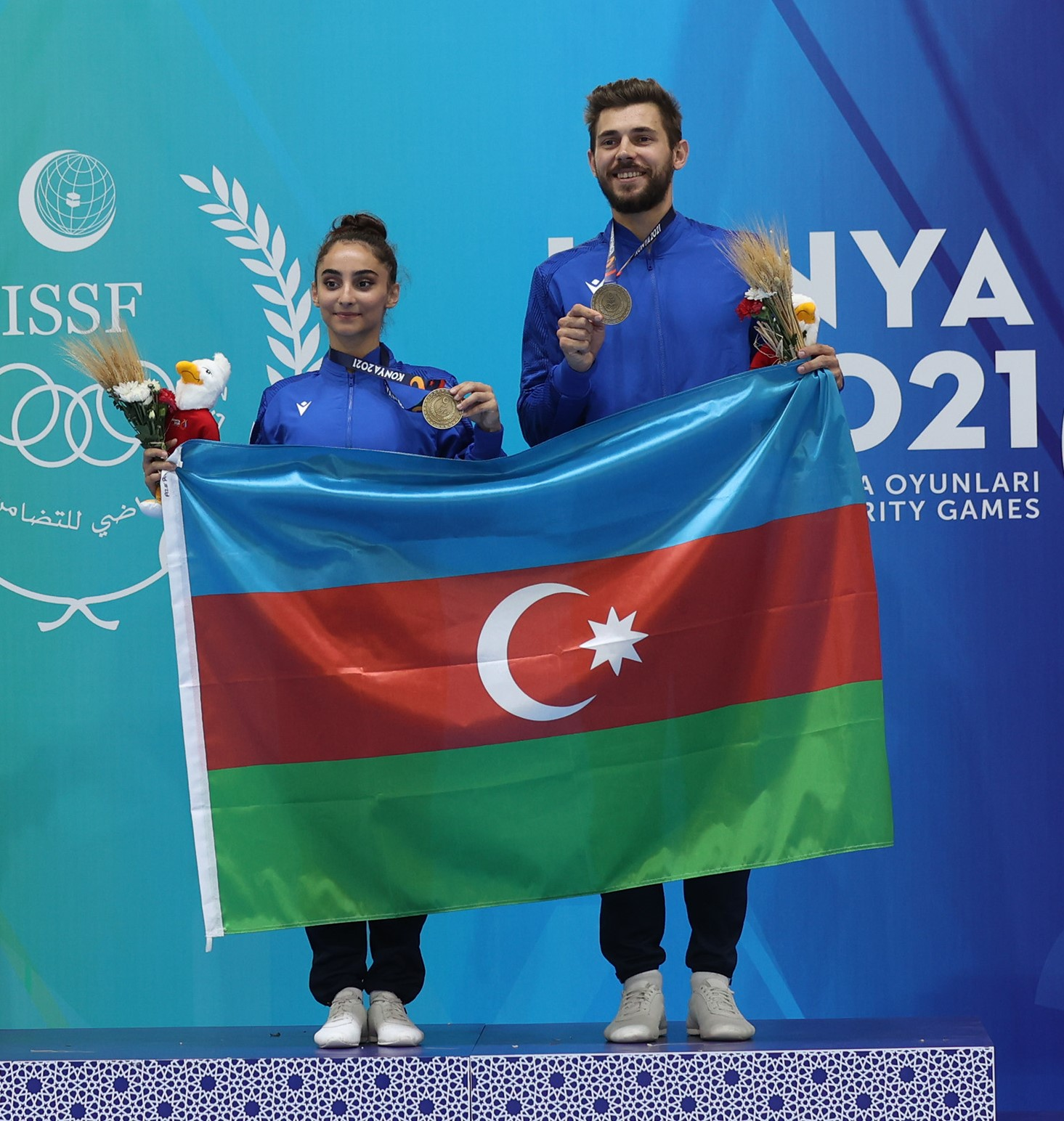
Владимир Долматов и Мадина Мустафаева на церемонии награждения

В аэробике Азербайджан был представлен во всех пяти дисциплинах и во всех азербайджанские спортсмены завоевали медали. Так, в мужском индивидуальном зачёте Владимир Долматов завоевал золотую медаль, а в женском — второе место заняла Мадина Мустафаева.
В соревнованиях смешанных пар дуэт Владимира Долматова и Мадины Мустафаевой занял первое место, а в соревнованиях смешанных трио Владимир Долматов, Мадина Мустафаева и Хошгадам Гулиева завоевали серебряную медаль.
В командном же зачёте сборная Азербайджана по аэробике заняла второе место.
Мужчины
| Соревнование         | Спортсмены        | Квалификация | Квалификация | Финал  | Финал |
| Соревнование         | Спортсмены        | Очки         | Место        | Очки   | Место |
| -------------------- | ----------------- | ------------ | ------------ | ------ | ----- |
| индивидуальный зачёт | Владимир Долматов | 19.500       | 1 Q          | 20.450 | 1     |

Женщины
| Соревнование         | Спортсмены        | Квалификация | Квалификация | Финал  | Финал |
| Соревнование         | Спортсмены        | Очки         | Место        | Очки   | Место |
| -------------------- | ----------------- | ------------ | ------------ | ------ | ----- |
| индивидуальный зачёт | Мадина Мустафаева | 20.000       | 2 Q          | 19.450 | 2     |

Смешанный класс
| Соревнование     | Спортсмены                                           | Квалификация  | Квалификация  | Финал  | Финал |
| Соревнование     | Спортсмены                                           | Очки          | Место         | Очки   | Место |
| ---------------- | ---------------------------------------------------- | ------------- | ------------- | ------ | ----- |
| смешанные пары   | Владимир Долматов Мадина Мустафаева                  |               | 2 Q           | 19.800 | 1     |
| смешанные группы | Владимир Долматов Мадина Мустафаева Хошгадам Гулиева | не проводится | не проводится | 7      | 2     |
| смешанные трио   | Владимир Долматов Мадина Мустафаева Хошгадам Гулиева | 17.878        | 2 Q           | 18.444 | 2     |

#### Спортивная гимнастика
Мужчины
Многоборье
| Соревнование         | Спортсмены                                 | Финал   | Финал |
| Соревнование         | Спортсмены                                 | Очки    | Место |
| -------------------- | ------------------------------------------ | ------- | ----- |
| личное многоборье    | Иван Тихонов                               | 80,850  | 2     |
| личное многоборье    | Мансум Сафаров                             | 71,900  | 10    |
| личное многоборье    | Никита Симонов                             | 39,550  | 15    |
| групповое многоборье | Иван Тихонов Мансум Сафаров Никита Симонов | 156.750 | 4     |

Индивидуальные упражнения
| Соревнование        | Спортсмены     | Финал  | Финал |
| Соревнование        | Спортсмены     | Очки   | Место |
| ------------------- | -------------- | ------ | ----- |
| вольные упражнения  | Мансум Сафаров | 13,050 | 6     |
| вольные упражнения  | Иван Тихонов   | 12,800 | 7     |
| конь                | Иван Тихонов   | 14,250 | 5     |
| опорный прыжок      | Иван Тихонов   | 14,550 | 1     |
| кольца              | Никита Симонов | 14,850 | 2     |
| кольца              | Иван Тихонов   | 13,900 | 4     |
| параллельные брусья | Мансум Сафаров | 13,050 | 6     |
| параллельные брусья | Иван Тихонов   | 12,800 | 7     |
| перекладина         | Мансум Сафаров | 12,800 | 6     |
| перекладина         | Иван Тихонов   | 14,000 | 3     |

Женщины
Многоборье
| Соревнование         | Спортсмены                            | Финал  | Финал |
| Соревнование         | Спортсмены                            | Очки   | Место |
| -------------------- | ------------------------------------- | ------ | ----- |
| личное многоборье    | Милана Минаковская                    | 43,050 | 8     |
| личное многоборье    | Самира Гахраманова                    | 41,550 | 10    |
| групповое многоборье | Милана Минаковская Самира Гахраманова | 84,600 | 4     |

Индивидуальные упражнения
| Соревнование        | Спортсмены         | Финал  | Финал |
| Соревнование        | Спортсмены         | Очки   | Место |
| ------------------- | ------------------ | ------ | ----- |
| вольные упражнения  | Милана Минаковская | 10,867 | 7     |
| вольные упражнения  | Самира Гахраманова | 11,933 | 6     |
| бревно              | Милана Минаковская | 11,067 | 4     |
| разновысокие брусья | Милана Минаковская | 10,867 | 4     |

#### Художественная гимнастика

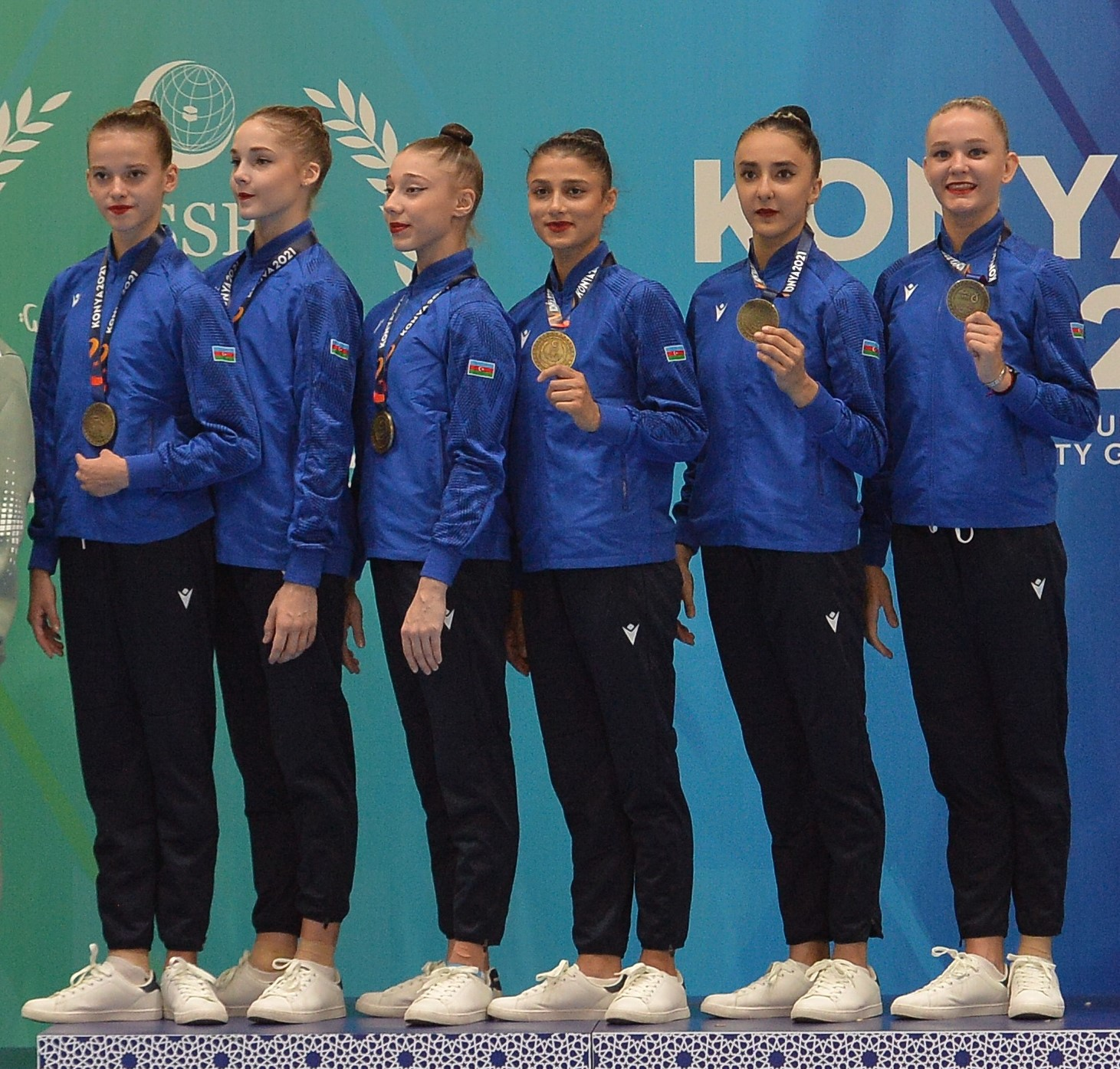
Команда Азербайджана на церемонии награждения группового многоборья. Слева направо: Камилла Алиева, Елизавета Лузан, Ляман Алимурадова, Зейнаб Гумметова, Гюллю Агаларзаде и Дарья Сорокина

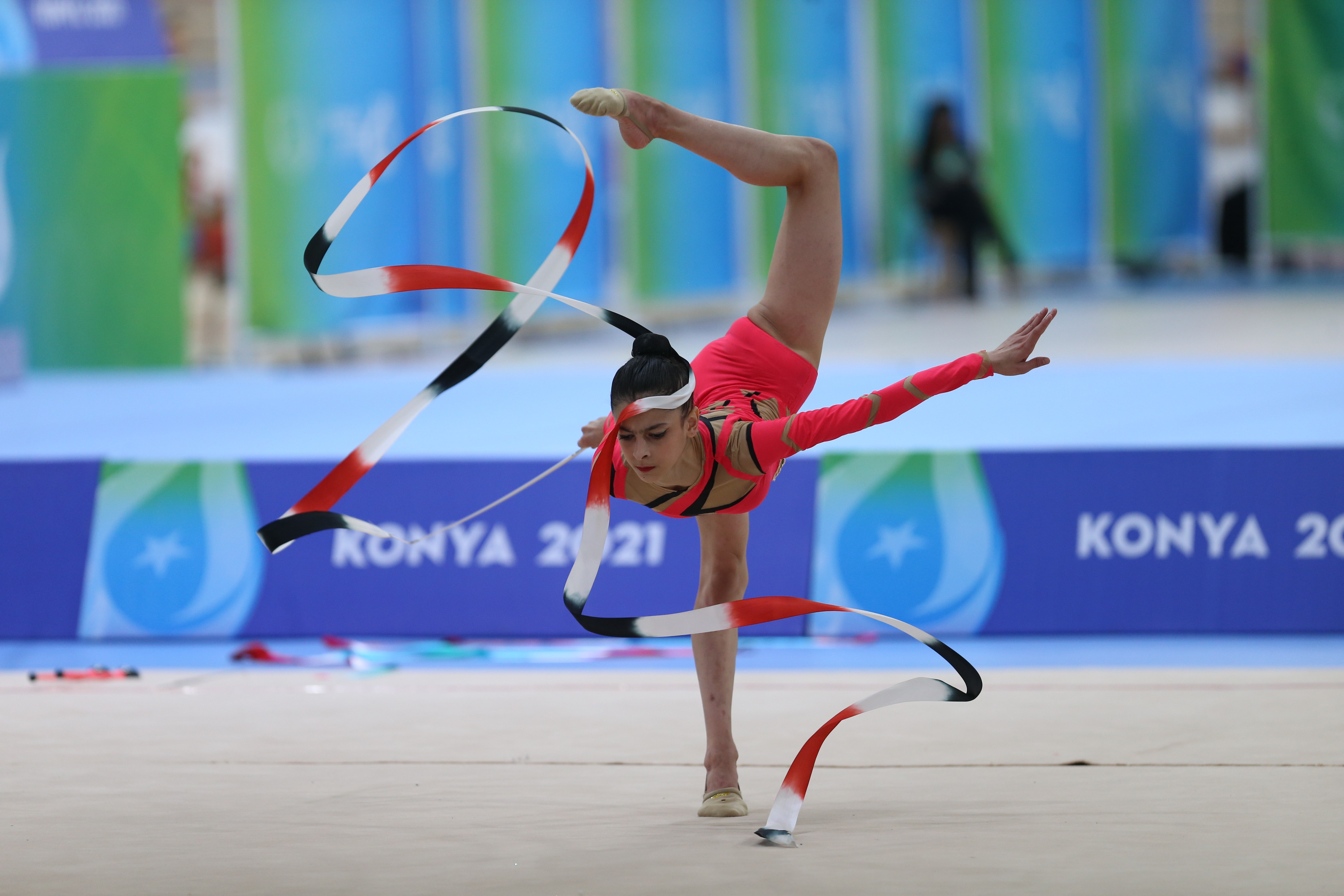
Выступление Илоны Зейналовой в квалификации упражнения с лентой

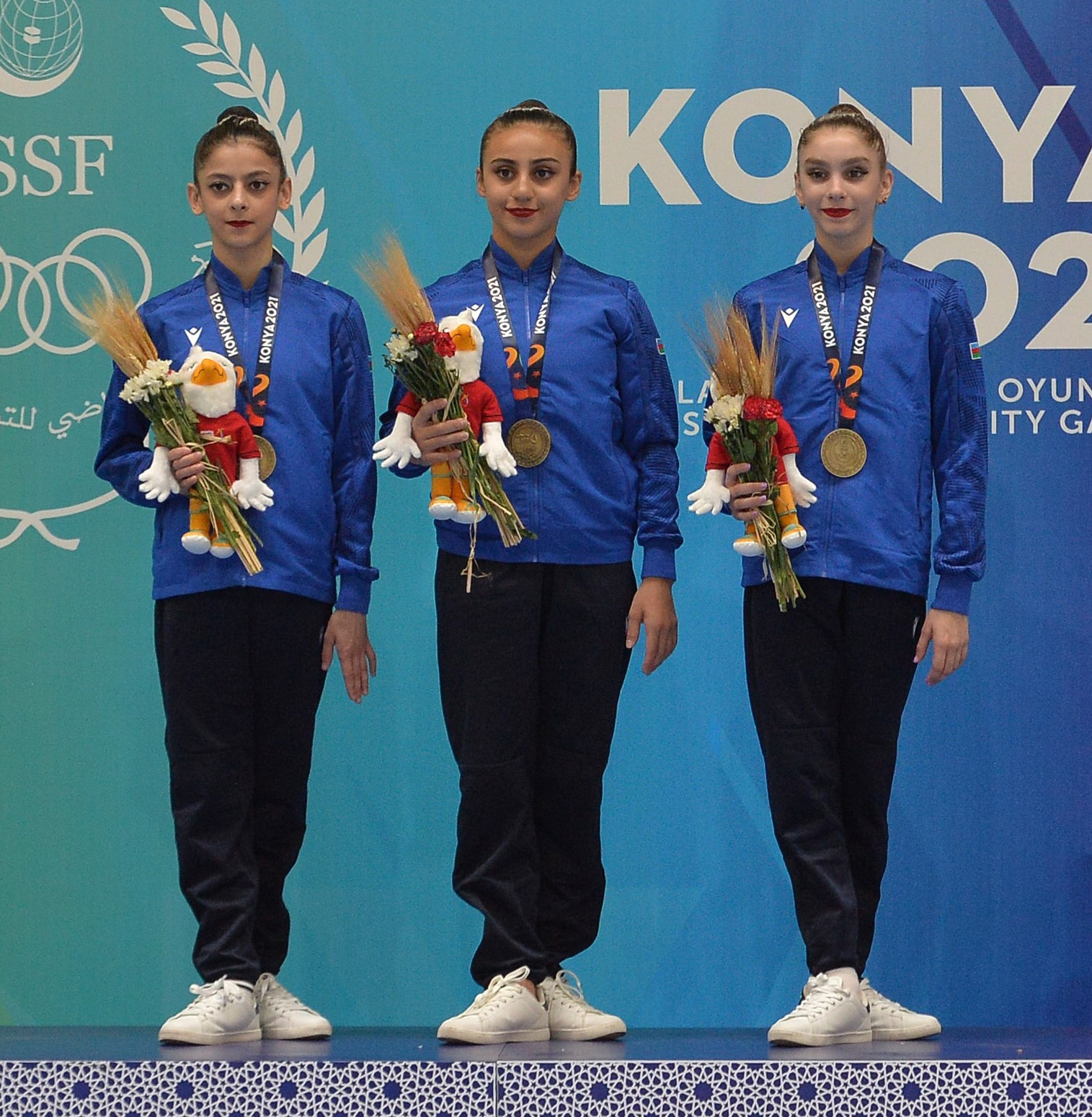
Азербайджанские гимнастки на церемонии награждения командного первенства. Слева направо: Илона Зейналова, Зохра Агамирова и Алина Гёзалова

В художественной гимнастике Азербайджан был представлен индивидуалками (Зохра Агамирова, Илона Зейналова, Алина Гёзалова) и групповой командой (Зейнаб Гумметова, Камилла Алиева, Ляман Алимурадова, Елизавета Лузан, Дарья Сорокина, Гюллю Агаларзаде).
Групповая команда исполнила композицию с пятью обручами и набрала 29.950 баллов. За композицию же с двумя мячами и тремя лентами команда получила 32.750 баллов. В итоге с 62.700 баллами в сумме азербайджанские гимнастки выиграли групповое многоборье. Индивидуалки Зохра Агамирова, Илона Зейналова и Алина Гёзалова также заняли первое место в командном первенстве. На следующий день групповая команда в упражнении с пятью обручами взяла серебро, а с тремя лентами и двумя мячами поднялась на высшую ступень пьедестала почёта.
Подводя итог своего выступления, азербайджанский коллектив отметил, что соревнование далось им непросто, что их целью были самые высокие места, что они «могли выступить ещё лучше» и есть над чем работать.
Зохра Агамирова на вторых для себя Играх исламской солидарности стала первой в квалификации многоборья и вышла во все четыре финала отдельных видов. Илона Зейналова и Алина Гёзалова же выступали в двух видах каждая и также прошли свои квалификации. В финале лучший результат показала участница Олимпийских игр в Токио Зохра Агамирова, взяв золотые медали в выступлениях с булавами и лентой, серебро — в выступлении с обручом и бронзу — в выступлении с мячом. Гёзалова и Зейналова же остановились в шаге от пьедестала, заняв 4-е место в выступлении с мячом и булавами соответственно.
Говоря о своём выступлении, Агамирова сказала, что рассчитывала показать своё лучшее выступление и взять пять золотых медалей, но «некоторые моменты не получились». Касаясь же выступления Зейналовой и Гёзаловой, Агамирова заявила, что они хорошо исполнили свои программы и что без них ей «было бы тяжело одержать победу в командном первенстве».
Женщины
Командные упражнения
| Соревнование         | Спортсмены                                                                                        | Квалификация  | Квалификация  | Финал  | Финал |
| Соревнование         | Спортсмены                                                                                        | Очки          | Место         | Очки   | Место |
| -------------------- | ------------------------------------------------------------------------------------------------- | ------------- | ------------- | ------ | ----- |
| командное первенство | Зохра Агамирова Илона Зейналова Алина Гёзалова                                                    | не проводится | не проводится | 62.700 | 1     |
| групповое многоборье | Зейнаб Гумметова Камилла Алиева Ляман Алимурадова Елизавета Лузан Дарья Сорокина Гюллю Агаларзаде | не проводится | не проводится | 62.700 | 1     |
| 5 обручей            | Зейнаб Гумметова Камилла Алиева Ляман Алимурадова Елизавета Лузан Дарья Сорокина Гюллю Агаларзаде | 29.950        | 2 Q           | 34.700 | 2     |
| 3 ленты + 2 мяча     | Зейнаб Гумметова Камилла Алиева Ляман Алимурадова Елизавета Лузан Дарья Сорокина Гюллю Агаларзаде | 32.750        | 1 Q           | 30.300 | 1     |

Индивидуальные упражнения
| Соревнование | Спортсмены      | Квалификация | Квалификация | Финал  | Финал |
| Соревнование | Спортсмены      | Очки         | Место        | Очки   | Место |
| ------------ | --------------- | ------------ | ------------ | ------ | ----- |
| булавы       | Зохра Агамирова | 30.450       | 3 Q          | 32.850 | 1     |
| булавы       | Илона Зейналова | 27.700       | 7 Q          | 31.000 | 4     |
| обруч        | Зохра Агамирова | 35.100       | 1 Q          | 33.000 | 2     |
| обруч        | Алина Гёзалова  | 31.700       | 3 Q          | 28.900 | 7     |
| мяч          | Зохра Агамирова | 34.200       | 1 Q          | 32.500 | 3     |
| мяч          | Алина Гёзалова  | 31.550       | 5 Q          | 31.800 | 4     |
| лента        | Зохра Агамирова | 31.200       | 1 Q          | 32.500 | 1     |
| лента        | Илона Зейналова | 30.400       | 3 Q          | 29.600 | 6     |